# Mauno Peltonen
Pour les articles homonymes, voir Peltonen (homonymie).
Mauno Peltonen est un biathlète finlandais.

## Biographie
Mauno Peltonen remporte la médaille de bronze au relais aux Championnats du monde 1969 en compagnie de Kalevi Vähäkylä, Mauri Röppänen et Esko Marttinen pour sa seule compétition majeure. 

## Palmarès

### Championnats du monde
- Championnats du monde 1969 à Zakopane (Pologne) :
  -  Médaille de bronze au relais 4 × 7,5 km.